# Danghara

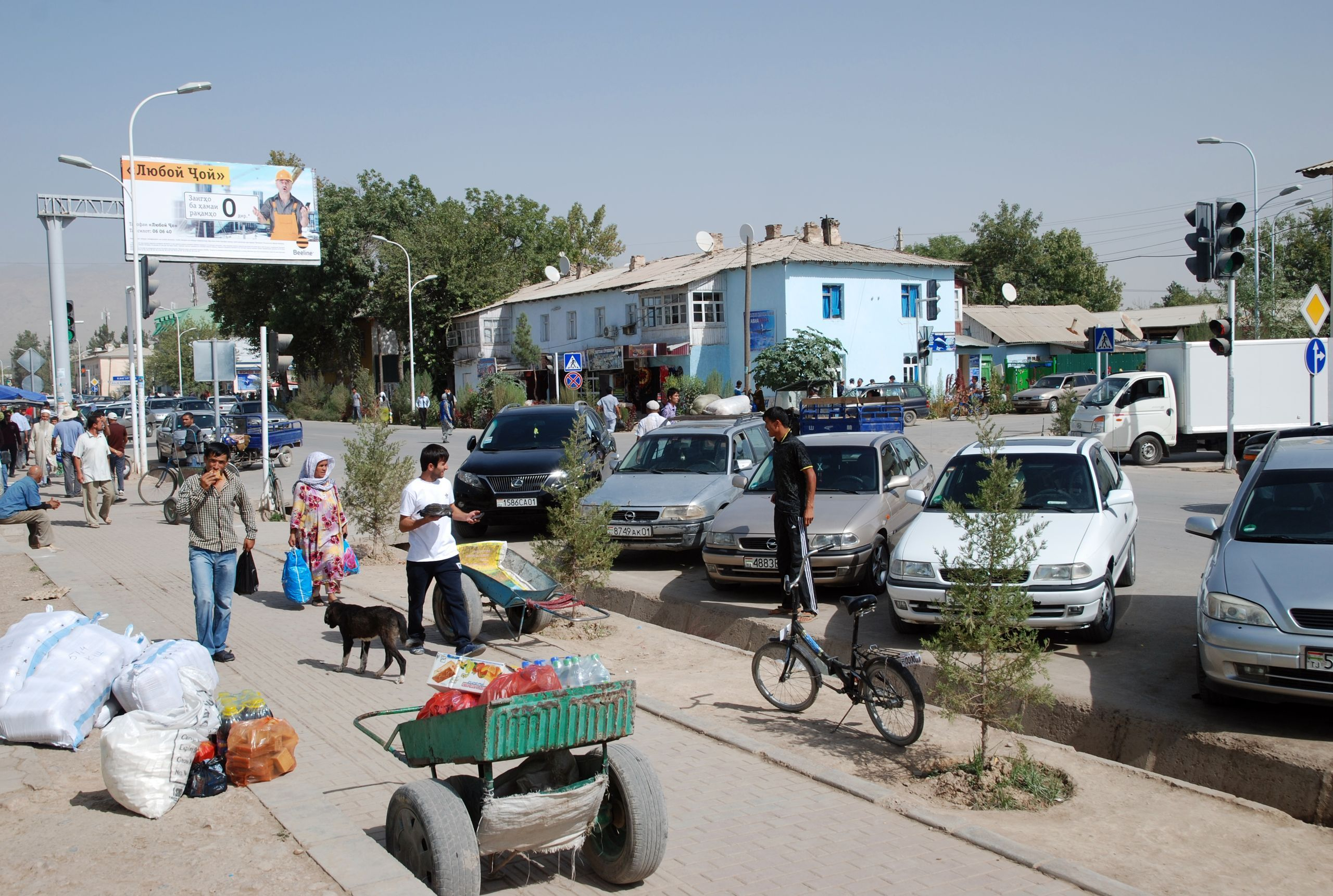
Ulice v Danghaře

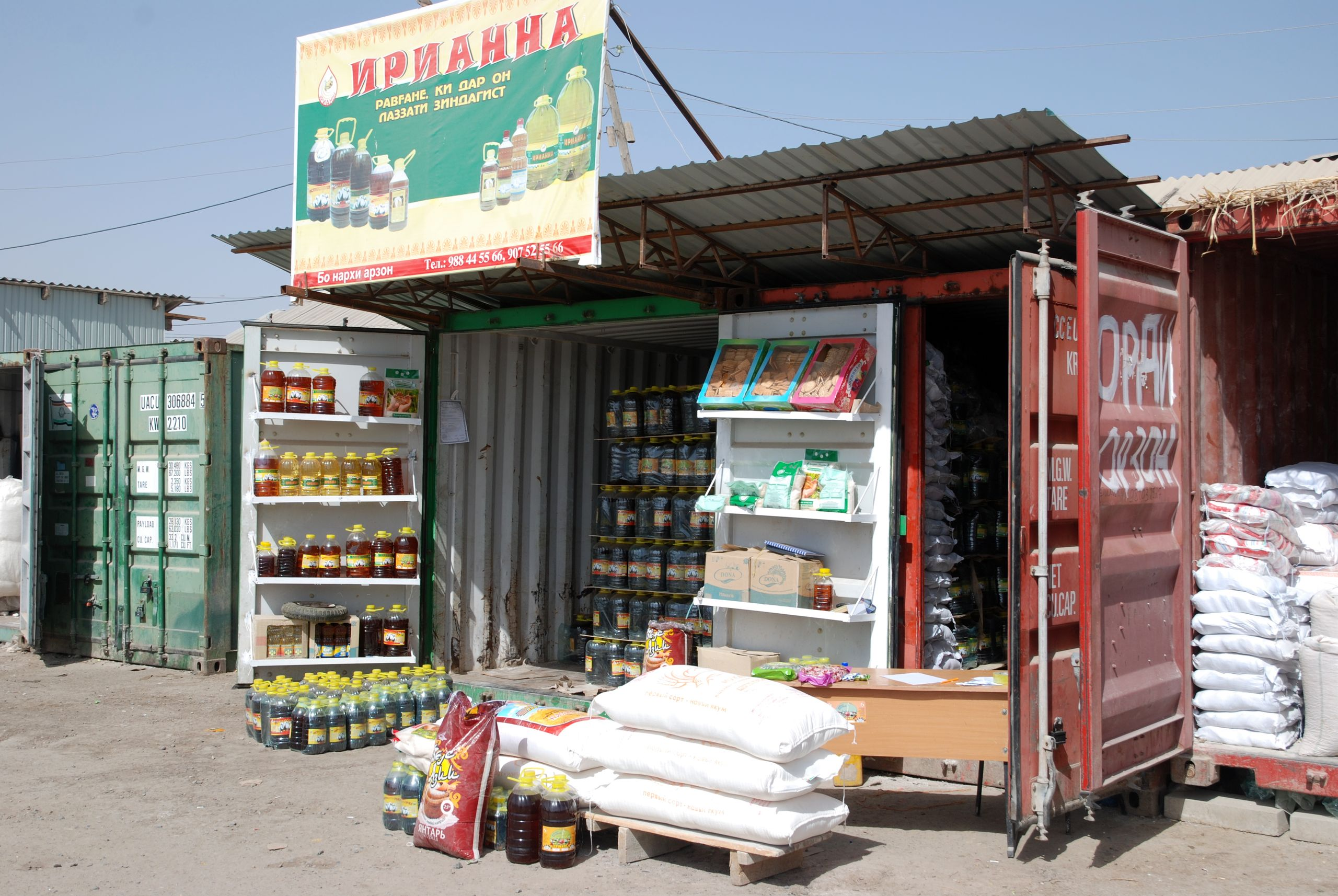
Trhovecký stánek ve městě

Danghara (tádžicky Данғара, rusky Дангара) je sídlo městského typu v Tádžikistánu. Administrativně spadá pod Chatlonský vilájet. V roce 2006 zde žilo 23 tisíc obyvatel, ve 3. dekádě 21. století to bylo 25 tisíc osob. Známé je především tím, že se zde narodila hlava státu, a to prezident Emómalí-ji Rahmón.  Danghara leží 116 km vzdušnou čarou od Dušanbe. 

## Přírodní poměry a poloha
Danghara se nachází v nadmořské výšce okolo 650 metrů nad mořem uprostřed roviny, kterou obklopuje přes dva tisíce metrů vysoké pohoří Sarsarak (ze západní strany) a ze strany severní zhruba 2000 m vysoké pohoří Vachš. Rovina je víceméně severo-jižního směru, jednotlivé vodní toky protékají od severu k jihu. Samotnou Dangharou teče jen několik málo bezejmenných potoků.
Jedná se o velmi úrodnou a zemědělsky intenzivně využívanou oblast.
Průměrná lednová teplota zde dosahuje 0 °C a červnová 28 °C. Ročně zde spadne 500 mm srážek. 

## Historie
Nejstarší nálezy souvislého osídlení pochází z jeskyně Ogzi-Kichik, která byla osídlena v pozdní době kamenné. Nástroje zde byly užívány nejspíše v době 28 až 13 tisíc před naším letopočtem. Již v době bronzové zde existovala kulturní krajina, v níž lidé obdělávali pole a živili se zemědělstvím. Střepy hrnců a bronzové předměty dokládají osídlení z doby konce 2. tisíciletí před naším letopočtem. 
Současné město bylo vybudováno ve 20. století v souvislosti s rozvojem Tádžikistánu v meziválečném období. V roce 1932 byl vytvořen správní obvod (rajón) s centrem v Aksu. Současný název město získalo v roce 1936. Hlavní důvod pro vznik nového sídla bylo využít kapacity okolní roviny pro pěstování bavlny pro potřeby průmyslu Sovětského svazu. Do té doby zde nebyly ani žádné větší komunikace; do jisté míry byla pro dopravu využívána řeka Vachš a Amudarja. Vlivem odlehlosti sem byla zavedena železnice až roku 1956, neboť nejprve bylo nezbytné postavit trať do Bochtaru a Dušanbe.
V 70. letech 20. století překročil počet obyvatel Danghary deset tisíc a v roce 1989 měla již šestnáct tisíc lidí. Rozvoj zemědělství umožnilo zavlažování; voda je přiváděna z vodní nádrže Norak. 
Původně zde byla největší čajovna (čajhana) v Tádžikistánu, a to až do výstavby moderního většího objektu v hlavním městě Dušanbe.
Po skončení občanské války se zde soustředí jedna z klik vládnoucí strany. Okolo roku 2012 probíhala diskuze, zdali nemá být do Danghary přemístěno hlavní město Tádžikistánu.
V lednu 2010 schválil tádžický parlament usnesení o zřízení zvláštní ekonomické zóny, která se nachází v Danghaře a částečně ve městě Iskošim při hranicích s nedalekým Afghánistánem. Cílem je přilákání zahraničních investorů. V roce 2014 bylo schváleno vybudování ropné rafinerie v Danghaře, kterou měl vybudovat čínský investor. S Jižní Koreou je diskutována výroba solárních panelů v lokalitě. Mimo jiné byla diskutována výstavba i dalších továren, např. na výbušniny nebo cementárny. Textilní závody měly v této době značnou produkci a byly i dále rozvíjeny.
Do města bylo v souvislosti s tím, že je rodným městem hlavy státu, výrazněji investováno. V roce 2020 bylo rozhodnuto, že se stane centrem regionu. Nová správní jednotka by se měla vydělit z Chatlonského vilájetu, nicméně finální termín pro takovou změnu nebyl stanoven. Plán počítá s vznikem řady nových budov a nového Domu kultury. Tyto stavby vznikají v opulentním stylu mnohdy odkazujícím na antickou nebo barokní architekturu. 

## Doprava
Město má vlastní železniční stanici, která nicméně leží daleko od města ve vesnici Sargazon. Do samotné Danghary vede vlečka, která má využití především pro průmyslové podniky. Hlavní silnice vedou do měst Norak (na sever), Kulob (na východ) a Bochtar (na západ).
Ve městě stojí letiště s asfaltovou ranvejí. Má být využíváno jako letiště především pro nákladní dopravu.

## Kultura
Severozápadně od Danghary se nachází zábavní park Simurg.

## Školství
Ve městě sídlí Chatlonská státní lékařská univerzita, Státní univerzita Danghary, střední polytechnická škola a Lékařská vyšší odborná škola.

## Známé osobnosti
- Emómalí-ji Rahmón (* 1952), prezident Republiky Tádžikistán
- Rustam Emómalí-ji (* 1987), syn prezidenta Tádžikistánu a primátor Dušanbe